# Elmwood, Wisconsin
Elmwood là một làng thuộc quận Pierce, tiểu bang Wisconsin, Hoa Kỳ. Năm 2006, dân số của làng này là 841 người.